# کلارکونا (فلوریدا)
کلارکونا (به انگلیسی: Clarcona) یک منطقهٔ مسکونی در ایالات متحده آمریکا است که در شهرستان اورنج، فلوریدا واقع شده‌است. کلارکونا ۱۴٫۲ کیلومتر مربع مساحت و ۲٬۹۹۰ نفر جمعیت دارد و ۳۰٫۴۸ متر بالاتر از سطح دریا واقع شده‌است.